# خافي غوميز
خافي غوميز (بالإسبانية: Francisco Javier Gómez Torrijos)‏ هو لاعب كرة قدم إسباني في مركز الهجوم، ولد في 23 يوليو 1982 في قونكة في إسبانيا. لعب مع نادي إيبار.

## وصلات خارجية
- خافي غوميز على موقع قاعدة بيانات كرة القدم.إي يو (الإنجليزية)
- خافي غوميز على موقع Soccerway.com (الإنجليزية)
- خافي غوميز على موقع AS.com (الإسبانية)